# قحطی ۱۹۴۳ بنگال
در قحطی ۱۹۴۳ بنگال (بنگالی: পঞ্চাশের মন্বন্তর) استان بنگال راج بریتانیا (بنگال غربی، ادیشا، بیهار و بنگلادش امروزی) در جریان جنگ جهانی دوم حدود ۳ میلیون نفر (بین ۱/۵ تا ۴ میلیون) از ۶۰ میلیون جمعیت بنگال بر اثر قحطی مردند. مرگ‌ها ناشی از گرسنگی، سوءتغذیه و بیماری بوده‌است. نیمی از قربانیان پس از در دسترس قرار گرفتن غذا در دسامبر ۱۹۴۳ بر اثر بیماری مردند. عقیده کلی اینست که علت قحطی، کاهش شدید تولید مواد غذایی و صادرات غلات به خارج است. گرچه برخی منابع این مطلب را رد می‌کنند. همانند قحطی‌های قبلی مشاغلی مانند هنرمندان یا مشاغل میان رده مانند نجار بیشترین آسیب را در قحطی دیدند، زیرا مردم تمام دارایی شان را خرج سیر شدن خود می‌کردند. قحطی همچنین خرابی اقتصادی و اجتماعی گسترده شد و میلیون‌ها نفر به فلاکت افتادند.

## شرح

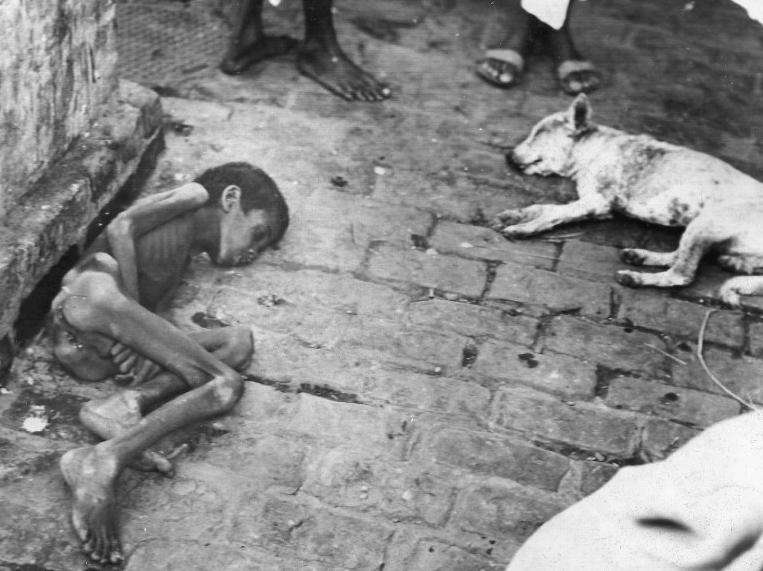
کودکی که از گرسنگی مرده‌است.

ابتدا قحطی کوچکی در سال ۴۱–۱۹۴۰ رخ داد اما توسط دولت کنترل شد. قیمت غذا افزایش یافت و حکومت مجبور شد قوانین کنترل قیمت را اجرا نماید.
به مرور تقاضا بیشتر و منابع کمتر شدند. در سال ۱۹۴۲ امواج جزر و مد، سیل، باد و باران مزارع زیادی را نابود کردند، ذخایر را ازمیان بردند و ۱۴۵۰۰ انسان و ۱۹۰۰۰ گاو تلف شدند. خانه و زندگی حدود ۲٫۵ بنگالی تخریب و نابود گردید نوعی آفت به نام «خال قهوه ای» به محصول باقی‌مانده برنج آسیب جدی زد.
از طرفی محصول زیادی هم در انبارها نبود. زیرا کمپانی هند شرقی بر اساس «پیمان الله‌آباد» حدود ۵۰ درصد محصول کشاورزان را به صورت خراج جمع‌آوری می‌کرد. بطوریکه در مارس سال ۱۹۴۳ شهر کلکته، دومین شهر بزرگ جهان، تنها به اندازه دو هفته مواد غذایی در انبار داشت. .
وارد کردن برنج از برمه (میانمار) نیز ممکن نبود. زیرا ژاپن در برمه با انگلیس در بنگال مشغول جنگ بودند.
محصول مازاد دیگر نقاط هند نیز صرف ارتش بریتانیا می‌شد و چیزی به بنگال نمی‌رسید. ضمن اینکه به دلیل سیاست انگلیسی «تفرقه بینداز و حکومت کن»، مردم هندو نسبت به سرنوشت مسلمانان بنگال بی‌تفاوت بوده و حتی گاهی از ارسال کمک به سوی آن‌ها جلوگیری می‌کردند.
وینستون چرچیل. به طرز عجیبی دربارهٔ قحطی سال ۱۹۴۳ که جمعیت بنگال را به کام مرگ می‌کشید، سنگدل بود. وی بارها محموله کمک‌های پزشکی و مواد غذایی را که برای رسیدن به دست قربانیان بنگالی راهی این منطقه شده بود، به سمت سربازان اروپایی هدایت می‌کرد که هیچ مشکلی از نظر تدارکاتی نداشتند. .
به دستور چرچیل تمام قایق‌ها و ذخایر برنج در مناطق ساحلی بنگال نابود شد، چون ژاپنی‌ها «برمه» را تسخیر کرده بودند و انگلیس می‌ترسید ژاپنی‌ها به این قایق‌ها و برنج‌ها دست پیدا کنند. این روش به نام «سیاست سلب قایق‌ها» شناخته می‌شود. به عبارت دیگر، بنگالی‌ها در گرسنگی جان دادند تا چرچیل به ژاپنی‌ها نبازد. قایق‌های نابود شده، علاوه بر ابزار نجات مردم در هنگام قحطی، وسیله ماهی‌گیری و به‌طور کلی، رفت‌وآمدهای تجاری بودند.